# بايرو
بايرو عرفت بأنها بلدية تقع في مدينة تورينو الحضارية بمنطقة بييمونتي الإيطالية وتبعد حوالي 35 كيلو متر (22 ميل ) شمال مدينة تورينو.
وتحدها البلديات التالية : كاستيلا مونتي وتوري كانافيسي وأجلي واوزينا.